# 勒氏兔脂鯉
勒氏兔脂鯉，為輻鰭魚綱脂鯉目脂鯉亞目上口脂鯉科的其中一個種，分布於南美洲Maroni河流域，體長可達20.3公分，棲息在流動快速的水域，生活習性不明。